# Tsiklon
Cet article concerne la famille de fusées. Pour le satellite de navigation, voir Tsiklon (satellite).

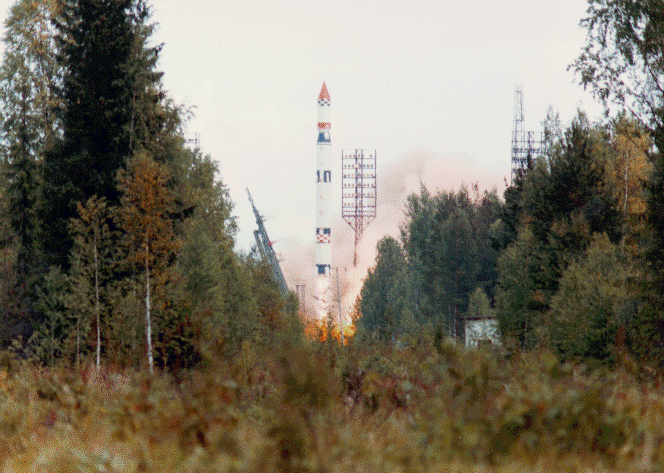
Lancement d'un satellite météorologique Meteor par une fusée Tsiklon 3 depuis le cosmodrome de Plesetsk en 1991.

Schéma d'une fusée Tsiklon 3.

Le lanceur Tsiklon (en russe : Циклон, « Cyclone ») est une famille de fusées développées au début des années 1960 en Union soviétique (aujourd'hui en Ukraine) à partir du missile balistique intercontinental lourd R-36. Avec une capacité intermédiaire (3  à   4 tonnes en orbite basse) entre les lanceurs Cosmos et Soyouz, les Tsiklon ont été utilisées pour lancer des satellites militaires comme les RORSAT, les US-A, les US-P, les Tselina ainsi que la série des satellites océanographiques Okean. Environ 260 lanceurs de deux types (Tsiklon-2 et Tsiklon-3 avec un troisième étage) ont été tirés entre 1966 et 2009  depuis les cosmodromes de Baïkonour et de Plesetsk. Le lanceur est devenu ukrainien après l'éclatement de l'Union soviétique. Son constructeur a entamé en 2011 le développement d'une nouvelle variante plus puissante, la Tsiklon-4, en coopération avec le Brésil. Mais après différents reports liés aux difficultés financières rencontrées dans les deux pays, le projet a été arrêté en 2015.

## Historique

### Le missile R-36
En 1962, l'Union Soviétique développe le missile balistique intercontinental lourd R-36 (code OTAN SS-18) à très longue portée (de 10 000  à   15 000 km) capable de transporter une charge utile de 4  à   6 tonnes. Ce missile de seconde génération est comparable au missile américain Titan. Sa masse est de 182 tonnes et son diamètre est de 3 mètres. Il est conçu  par le bureau d'études OKB-586 dirigé par Mikhael Kousmitch Iangel et basé à Dnipropetrovsk situé en Ukraine depuis l'éclatement de l'Union soviétique. Le premier missile entre en service opérationnel en 1966. Tous les missiles sont retirés du service opérationnel en 1979 et remplacés par une version améliorée baptisée R-36O.

### Développement du lanceur
Les responsables soviétiques décident de développer un lanceur à partir du missile R-36 en août 1965. Il s'agit de fournir une capacité intermédiaire entre le lanceur léger Cosmos (1,5 tonne en orbite basse) et les différentes versions de la R-7 Semiorka (Vostok, Molnia) permettant de placer de 6  à   7 tonnes en orbite basse. Très rapidement une première version, baptisée Tsiklon 1 et dérivant directement du missile, devient opérationnelle mais elle ne permet d'effectuer que des vols suborbitaux. Dès 1969 une version améliorée, la Tsiklon-2, entre en service et est utilisée pour lancer des satellites expérimentaux FOBS et anti-satellites IS  puis les satellites de reconnaissance océaniques RORSAT. Une version à trois étages Tsiklon-3 entre  en service en 1980 après une mise au point qui s'étale sur une décennie. Elle remplace le lanceur Vostok pour la mise en orbite des satellites météorologiques, des satellites de télécommunications tactiques et les satellites de renseignement d'origine électromagnétique. Au début des années 1990 le lanceur est proposé pour placer en orbite des satellites commerciaux au prix relativement modique pour l'époque de 10 millions US $. Le dernier lancement de la Tsiklon 2 a lieu en 2006 et celui de la Tsiklon 3 a lieu le 30 janvier 2009.

### Le projet de lanceur Tsiklon 4
En 2003, le Brésil et l'Ukraine signent un accord pour le développement conjoint d'une nouvelle version du lanceur, baptisée Tsiklon 4, qui serait lancée depuis le centre de lancement d'Alcântara au Brésil. Le nouveau lanceur reprend les deux premiers étages de la Tsiklon 3. Le troisième étage utilise un moteur aux performances améliorées et comporte des réservoirs agrandis. Le lanceur dispose d'une coiffe au volume accru permettant de lancer des satellites de plus grande taille. Enfin le système de contrôle en vol est modernisé. La construction du pas de tir d'Alcântara débute en 2010 et le constructeur ukrainien envoie par bateau les premiers éléments du système de lancement. Mais le constructeur ukrainien rencontre des difficultés financières dès 2011 et le conflit russo-ukrainien de 2014 entraîne une aggravation de la situation. Finalement en avril, le gouvernement brésilien décide d'abandonner le projet.

## Caractéristiques techniques
La version Tsiklon 2 pouvait placer une charge utile de 3 tonnes en orbite basse. Il comporte deux étages propulsés chacun par un unique moteur consommant un mélange UDMH/N2O4. Le lanceur d'une masse de 182 tonnes a un diamètre de 3 mètres pour une hauteur de 39,7 mètres. 
Plusieurs variantes ont été développées ou développées par la suite :
- La Tsiklon-2M est la version finalisée de la Tsiklon qu'elle a rapidement remplacée à compter de 1968 jusqu'en 2006. Particulièrement fiable (105 lancements réussis sur 106 tirs), elle peut emporter 2,8 tonnes en orbite basse.
- La Tsiklon-2K était une version étudiée pour lancer des satellites commerciaux qui n'a finalement pas été développée. Elle comportait un troisième étage de type ADU-600 lui permettant de placer entre 0,81  et   1,2 tonne en orbite héliosynchrone
- La Tsiklon-3 est une version comportant un troisième étage qui peut être réallumé lui permettant de lancer 4,1 tonnes en orbite basse. Le lancement final de version a été effectué en janvier 2009.
- La Tsiklon-4  est une version plus puissante développée en coopération par l'Ukraine et le Brésil qui devait être lancée depuis le centre de lancement d'Alcântara. Cette version, évolution du Tsiklon-3, était capable de placer 5,5 tonnes en orbite basse et 1,7 tonne en orbite de transfert géostationnaire. Un premier lancement était programmé en 2015 mais le projet a été abandonné pour des raisons budgétaires cette année-là[3].

| Version                | Tsiklon-2                             | Tsiklon-2M                            | Tsiklon-3                             | Tsiklon-4                                                  |
| ---------------------- | ------------------------------------- | ------------------------------------- | ------------------------------------- | ---------------------------------------------------------- |
| Nombre de lancements   | 18                                    | 115                                   | 119                                   | 0                                                          |
| Dates des lancements   | 1966-1971                             | 1967-2006                             | 1977-2009                             | -                                                          |
| Étages                 | 2                                     | 2                                     | 3                                     | 3                                                          |
| Longueur               | 31,95 m                               | 39,65 m                               | 39,27 m                               | 41 m.                                                      |
| Diamètre maximum       | 3,6 m                                 | 3,6 m                                 | 3,6 m                                 | 4 m                                                        |
| Masse au lancement     | 177 t                                 | 183 t                                 | 189 t                                 | 195 t                                                      |
| Poussée                | 2659 kN                               | 2788 kN                               | 2788 kN                               | 2893 kN                                                    |
| Charge utile           | 3,35 t orbite basse (200 km)          | 2,85 t orbite basse                   | 4,1 t orbite basse                    | 5 t orbite basse 1,6 t orbite de transfert géostationnaire |
| 1er étage              |                                       |                                       |                                       |                                                            |
| Longueur               | 18,87 m                               | 18,87 m                               | 18,87 m                               | 18,87 m                                                    |
| Diamètre               | 3,0 m                                 | 3,0 m                                 | 3,0 m                                 | 3,0 m                                                      |
| Masse à vide           | 6 t                                   | 6 t                                   | 6 t                                   | 6 t                                                        |
| Masse au lancement     | 122 t                                 | 127 t                                 | 127 t                                 | 127 t                                                      |
| Propulsion             | 2x RD-251 avec une poussée de 2364 kN | 2x RD-261 avec une poussée de 2502 kN | 2x RD-261 avec une poussée de 2502 kN | 2x RD-261M avec une poussée de 2607 kN                     |
| Durée de combustion    | 113 s                                 | 113 s                                 | 113 s                                 | 108 s                                                      |
| 2e étage               |                                       |                                       |                                       |                                                            |
| Longueur               | 10,1 m                                | 10,1 m                                | 10,86 m                               | 7,84 m                                                     |
| Diamètre               | 3,0 m                                 | 3,0 m                                 | 3,0 m                                 | 3,0 m                                                      |
| Masse à vide           | 5 t                                   | 6 t                                   | 6 t                                   | 6 t                                                        |
| Masse au lancement     | 50,4 t                                | 51,8 t                                | 51,8 t                                | 51,5 t                                                     |
| Propulsion             | 1 x RD-252 avec une poussée de 940 kN | 1 x RD-262 avec une poussée de 941 kN | 1 x RD-262 avec une poussée de 941 kN | 1 x RD-262M avec une poussée de 976 kN                     |
| Durée de la combustion | 140 s                                 | 152 s                                 | 152 s                                 | 145 s                                                      |
| 3e étage               |                                       |                                       |                                       |                                                            |
| Désignation            | -                                     | -                                     | S5.M                                  | ACS                                                        |
| Longueur               | -                                     | -                                     | 2,7 m                                 | 4 m                                                        |
| Diamètre               | -                                     | -                                     | 2,4 m                                 | 3,96 m                                                     |
| Masse à vide           | -                                     | -                                     | 1,4 t                                 | 4 t                                                        |
| Masse au lancement     | -                                     | -                                     | 4,6 t                                 | 13,4 t                                                     |
| Propulsion             | -                                     | -                                     | RD-861 avec une poussée de 78,7 kN    | RD-861K avec une poussée de 77,6 kN                        |
| Durée de la combustion | -                                     | -                                     | 126 s                                 | 380 s                                                      |